# Lasiobema dolichobotrys
Lasiobema dolichobotrys là một loài thực vật có hoa trong họ Đậu. Loài này được (Merr.) SCHMITZ mô tả khoa học đầu tiên năm 1973.